# Adelaarsnestenroute
De Adelaarsnestenroute (Pools: Szlak Orlich Gniazd) is een 163,9 kilometer gemarkeerd langeafstandswandelpad in de Jura Krakowsko-Częstochowska in het zuidwesten van Polen. De route van 163,9 kilometer voert van Krakau naar Częstochowa langs tientallen Poolse kastelen, wachttorens en fortificaties, die gebouwd waren langs de 14de-eeuwse grens van Silezië, dat destijds behoorde tot het Koninkrijk Bohemen. Een aantal gebouwen werd gebouwd in opdracht van Casimir de Grote. De adelaarsnesten heten zo omdat ze zijn gebouwd boven op een tot 30 meter hoge rots. De route loopt door Nationaal Park Ojców.

## Afbeeldingen van adelaarsnesten

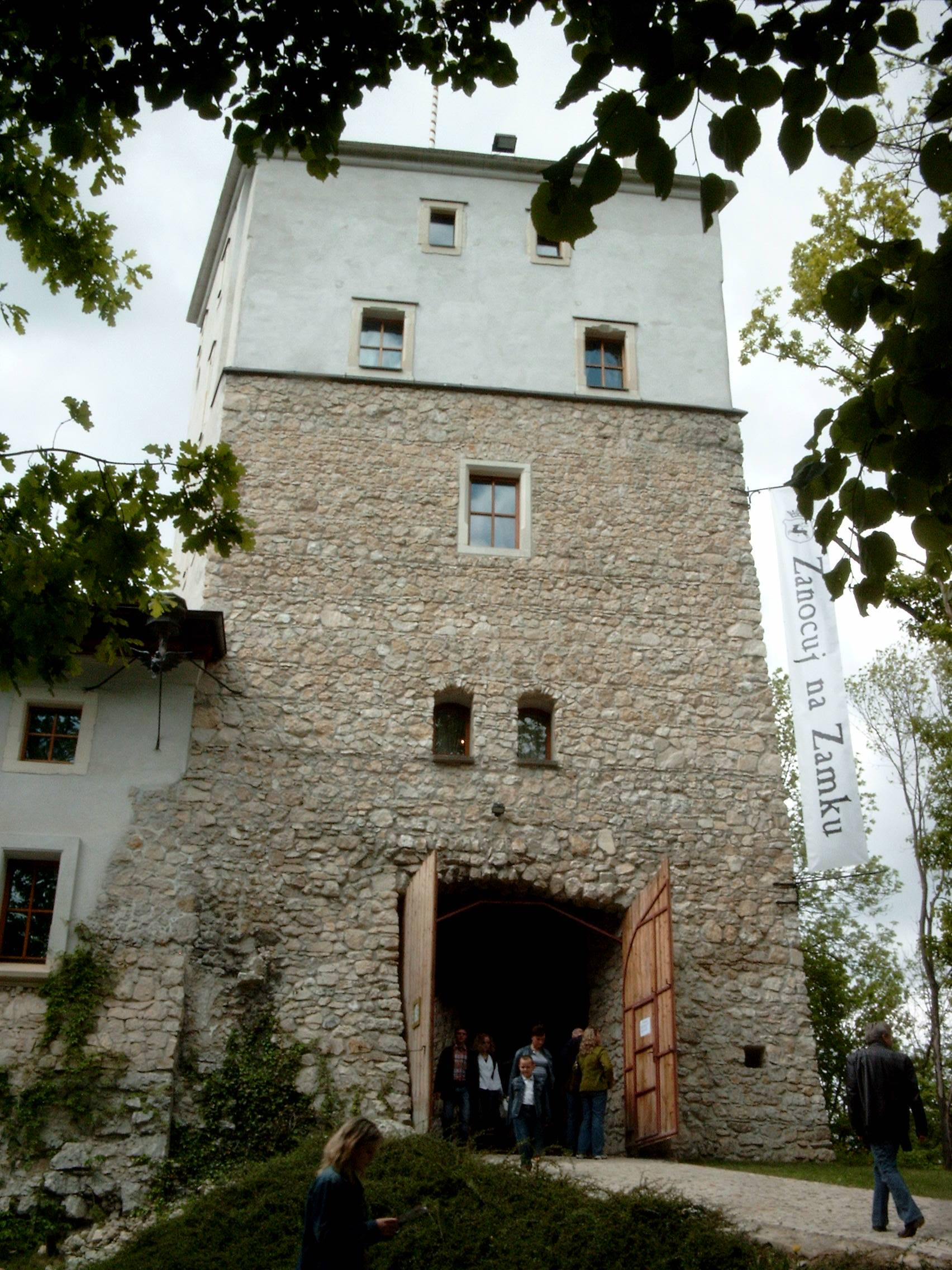
Ridderlijk kasteel van Korzkiew (gerestaureerd)
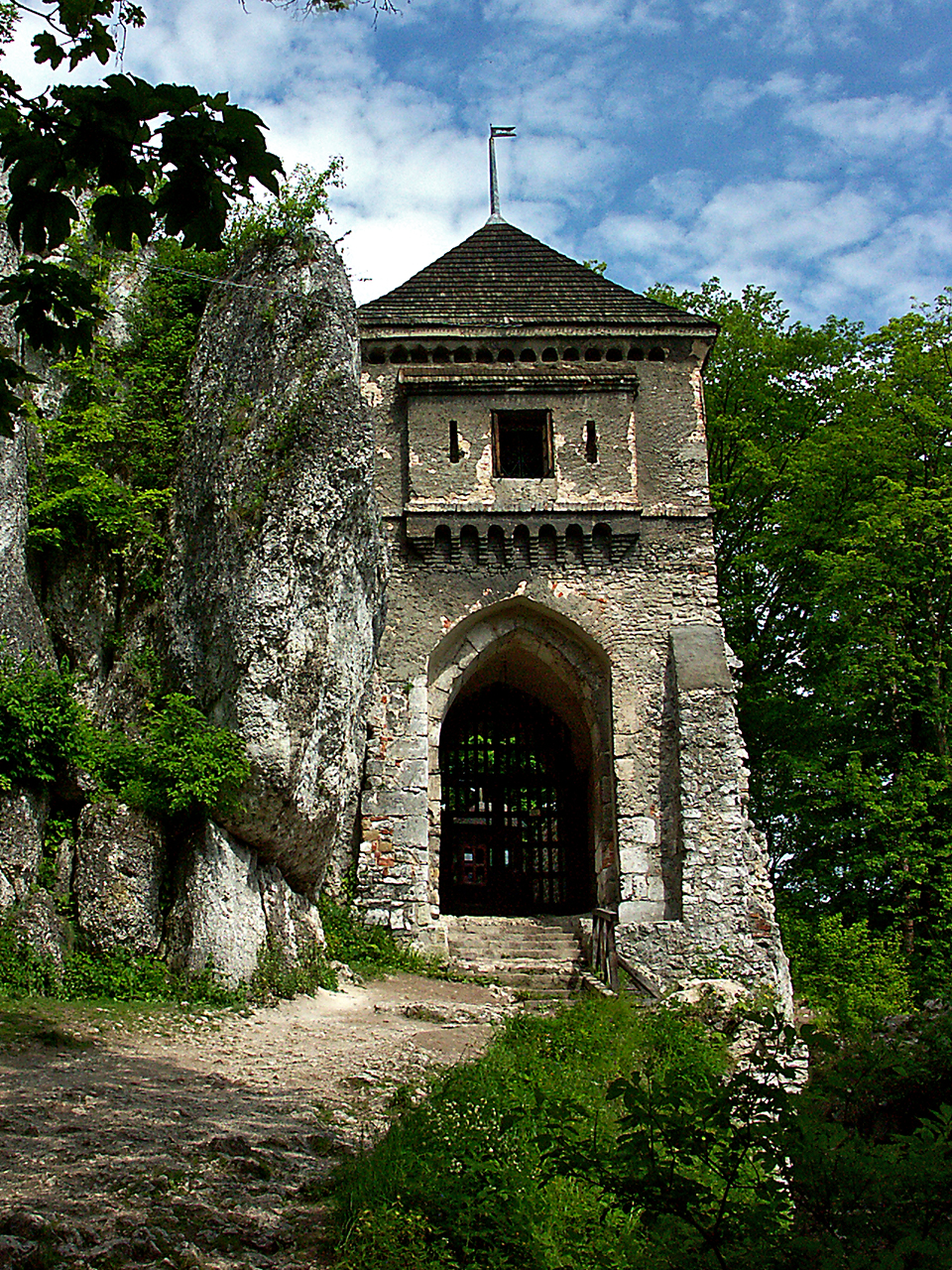
Koninklijk kasteel van Ojców (ruïne)
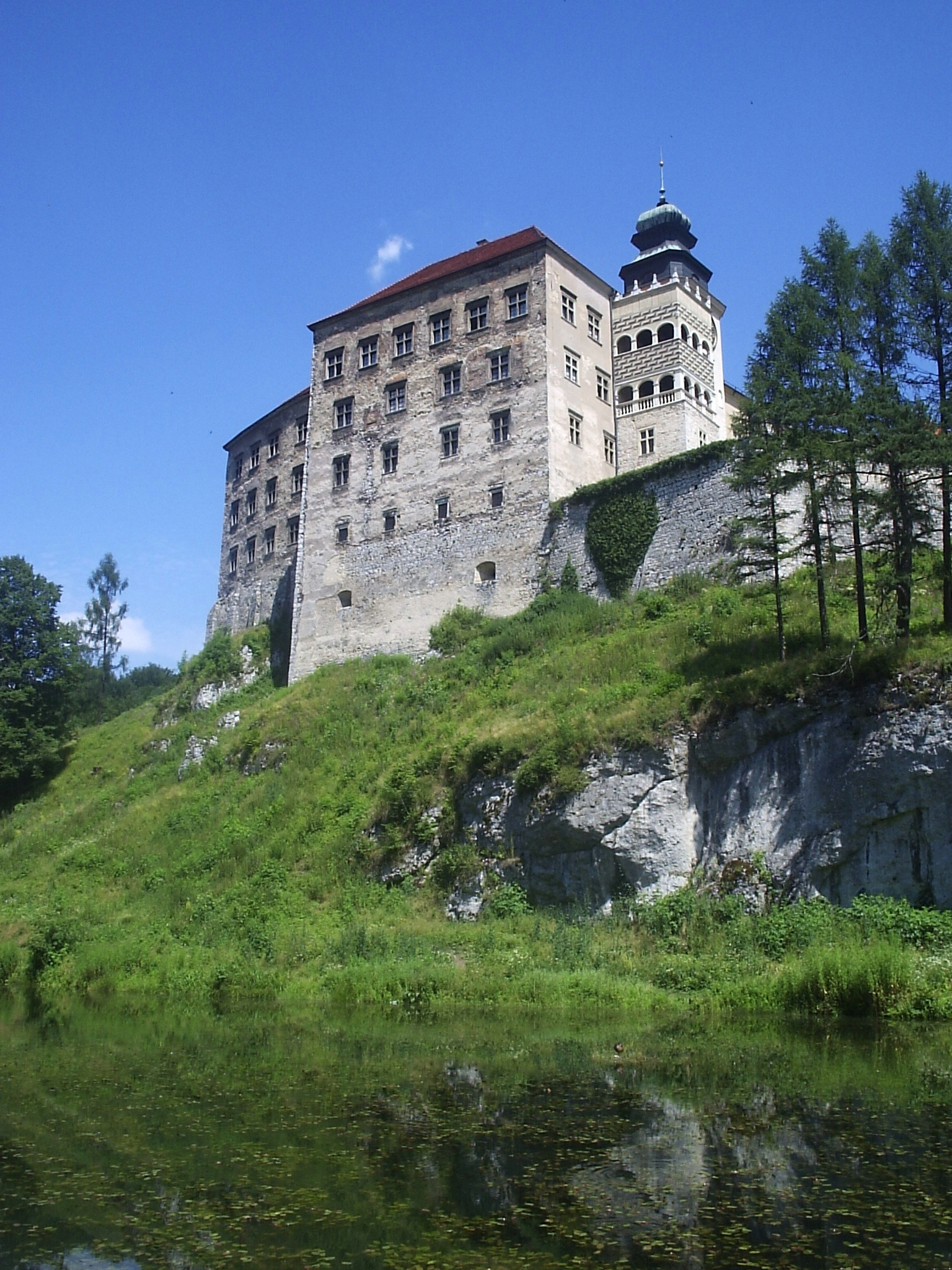
Koninklijk kasteel van Pieskowa Skała
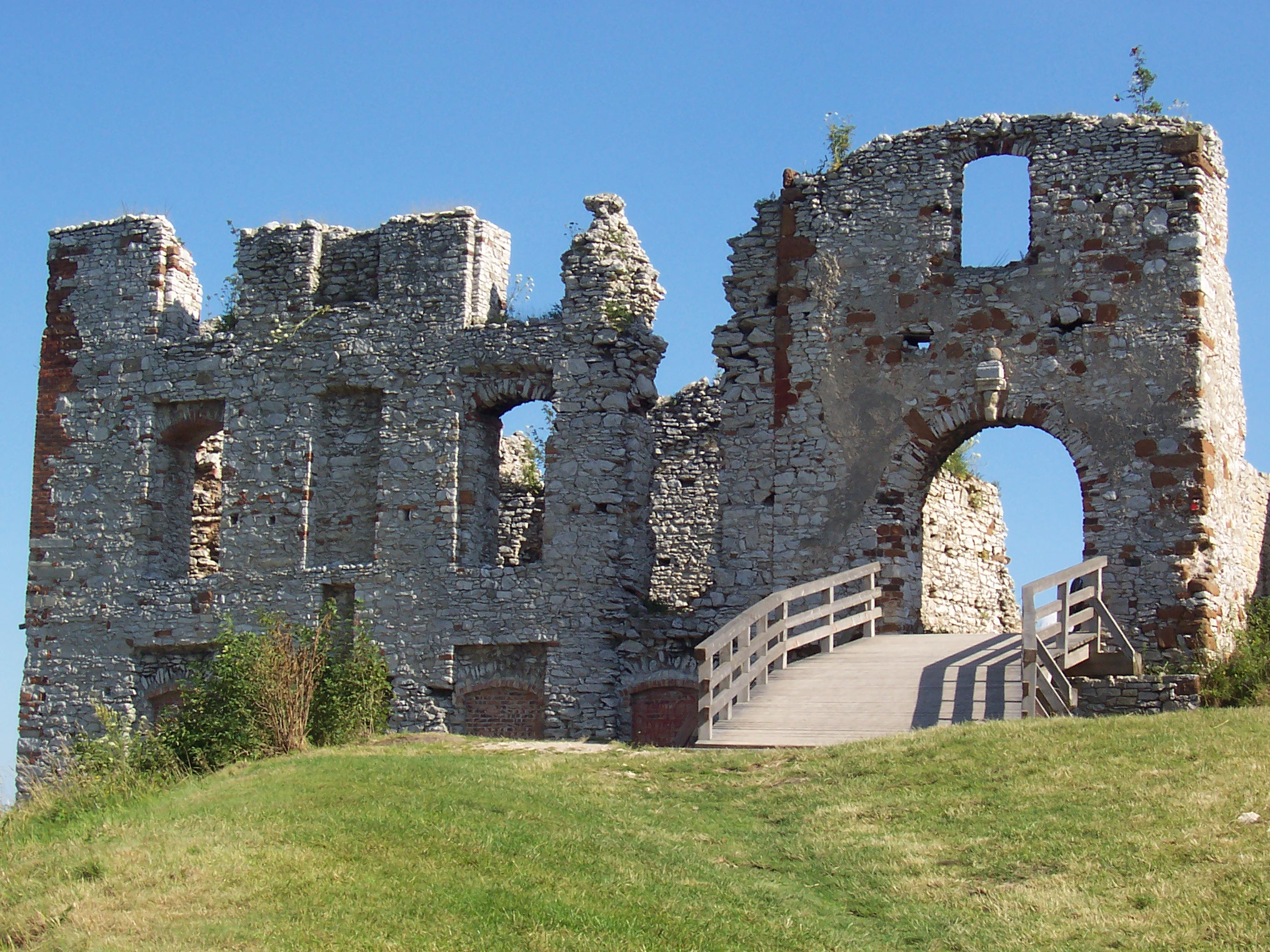
Ridderlijk kasteel van Rabsztyn (ruïne)
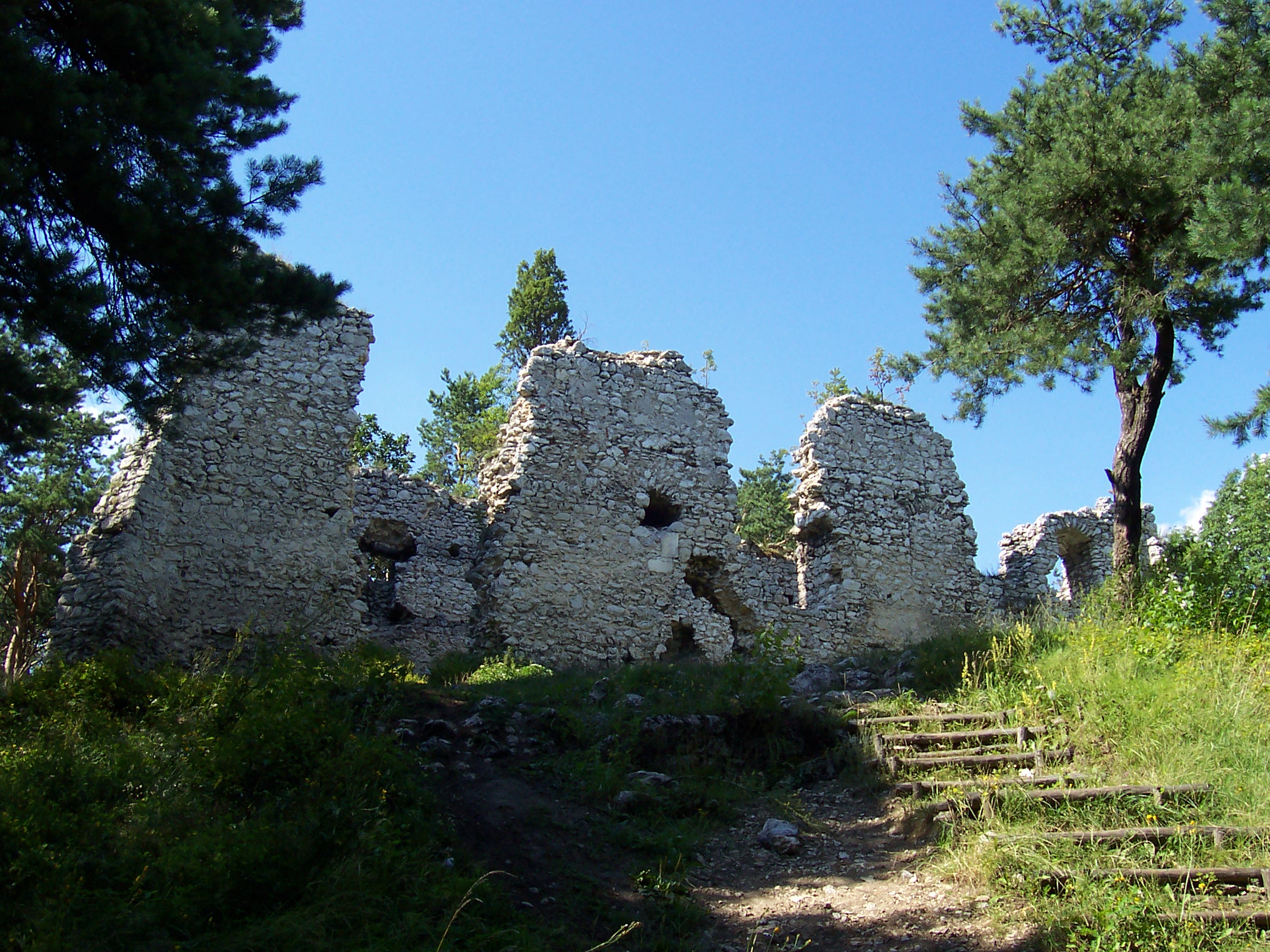
Ridderlijk kasteel van Bydlin (ruïne)
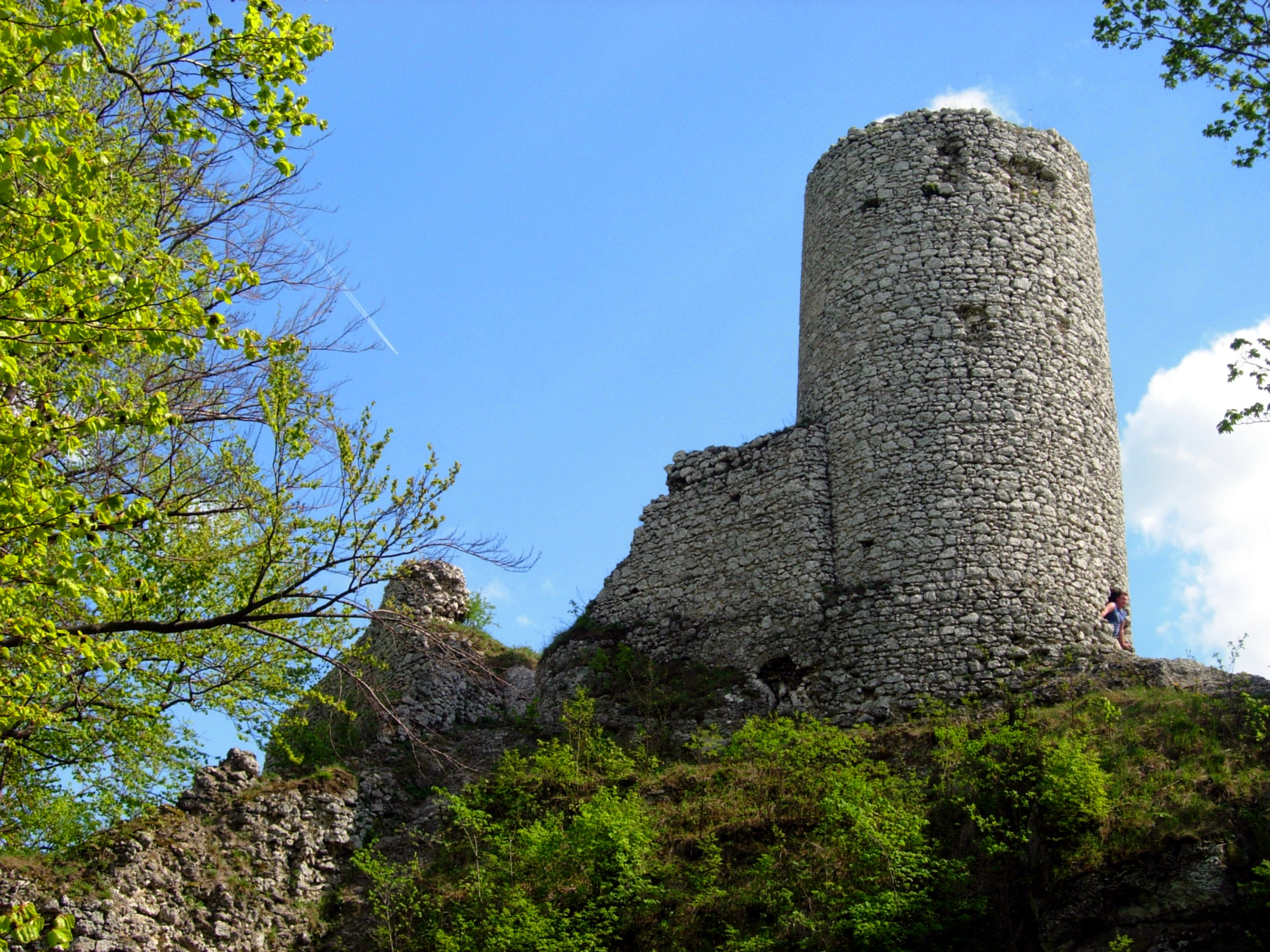
Ridderlijk kasteel van Smoleń (ruïne)
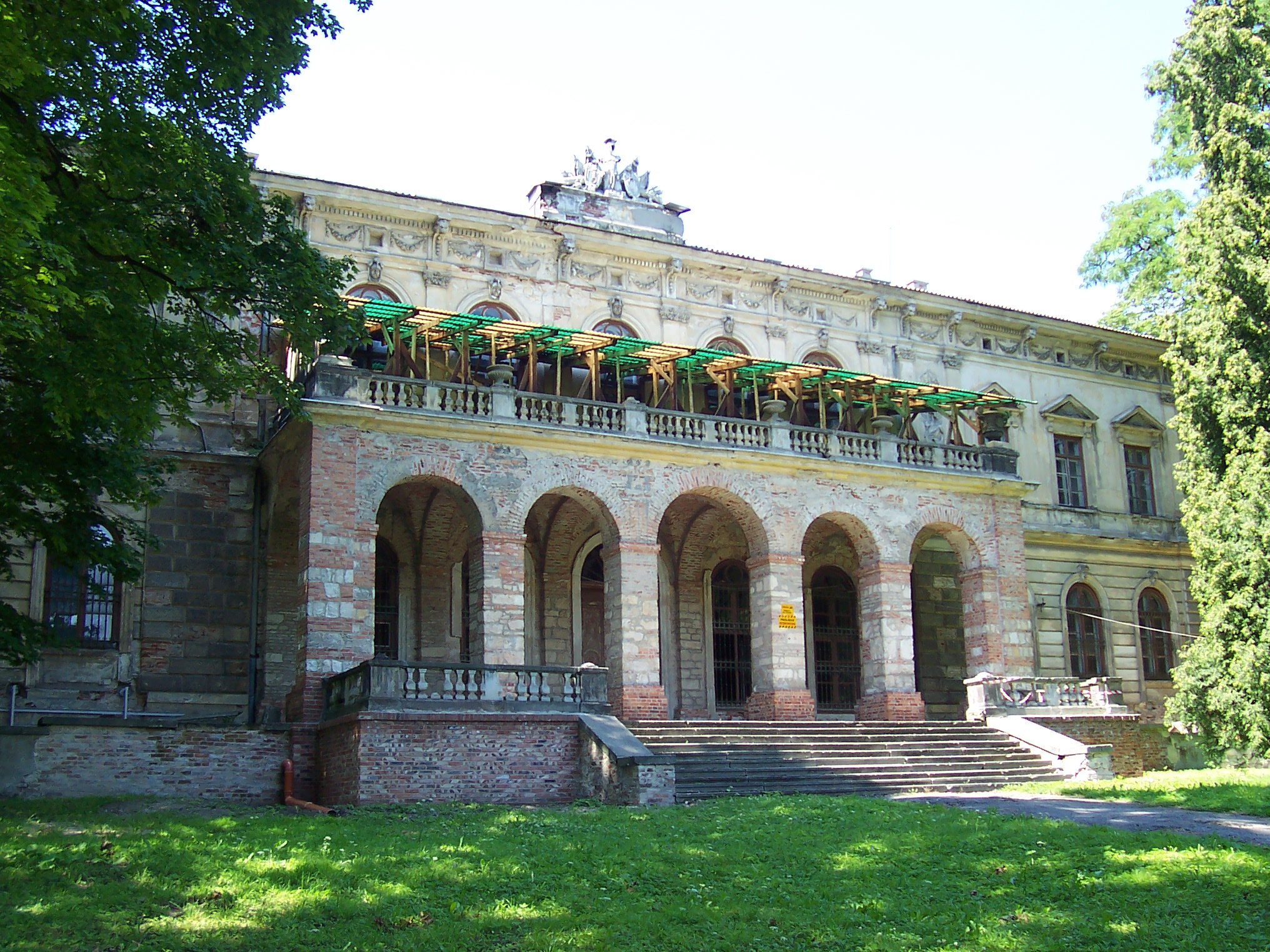
Ridderlijk kasteel van Pilica (ruïne)
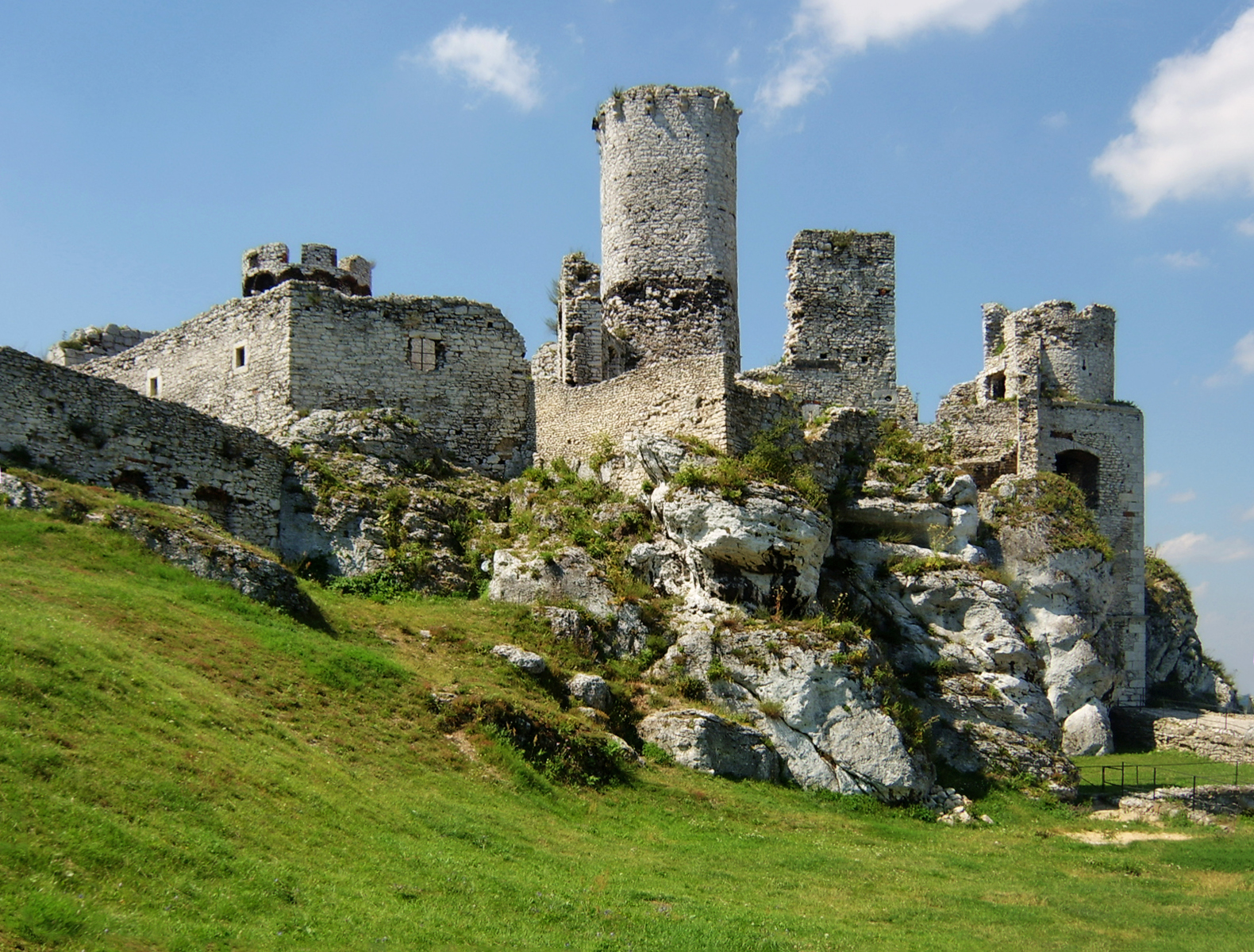
Ridderlijk kasteel van Ogrodzieniec (ruïne)
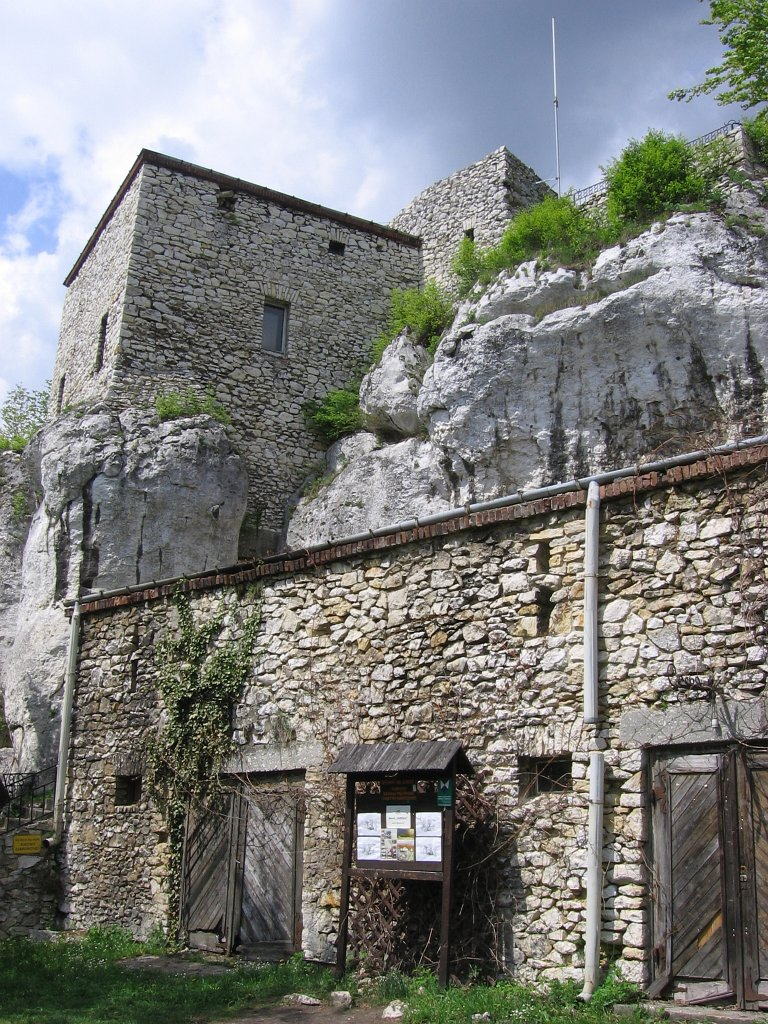
Ridderlijk kasteel Bąkowiec in Morsko (ruïne)
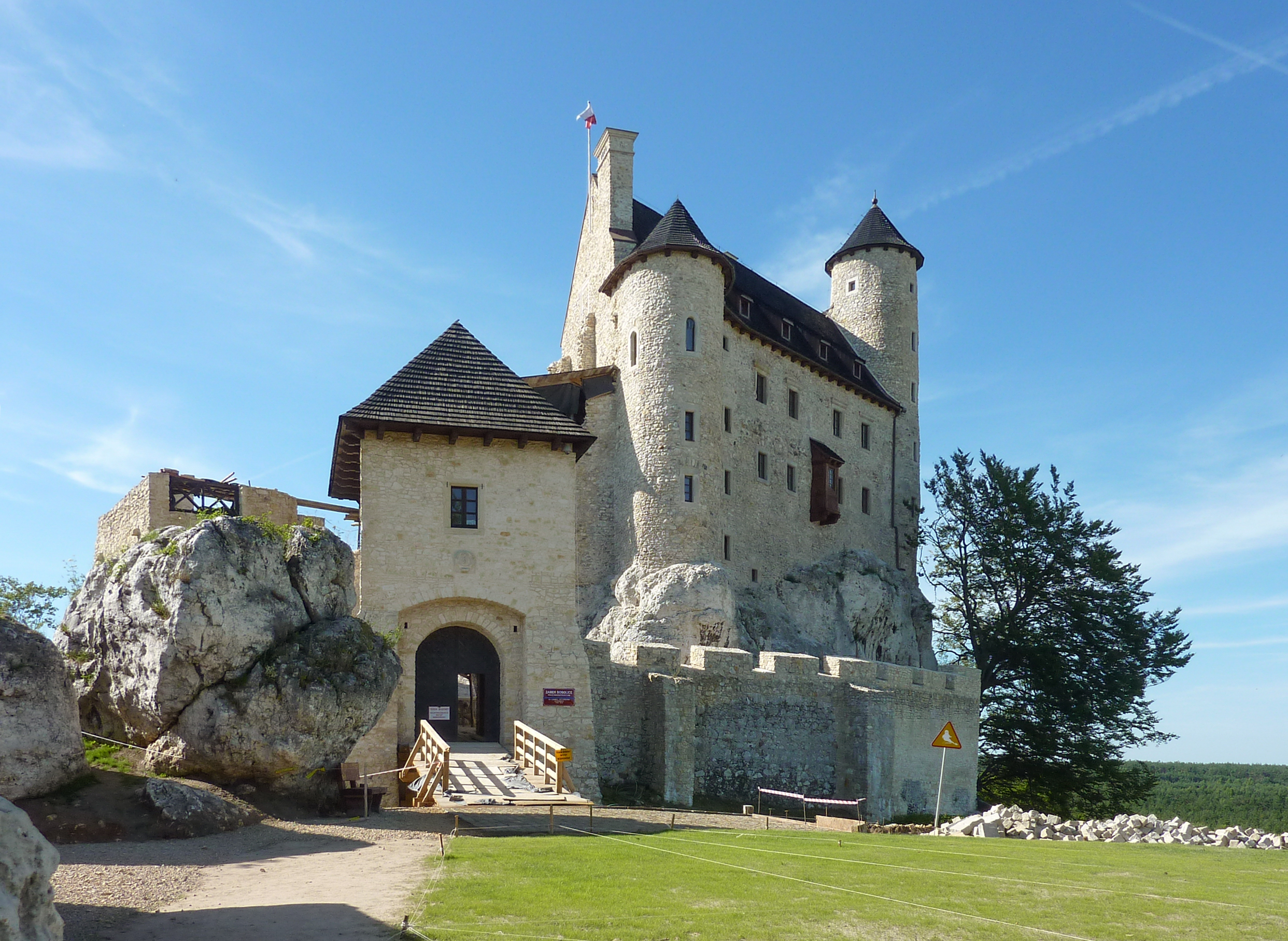
Koninklijk kasteel van Bobolice (gereconstrueerd)
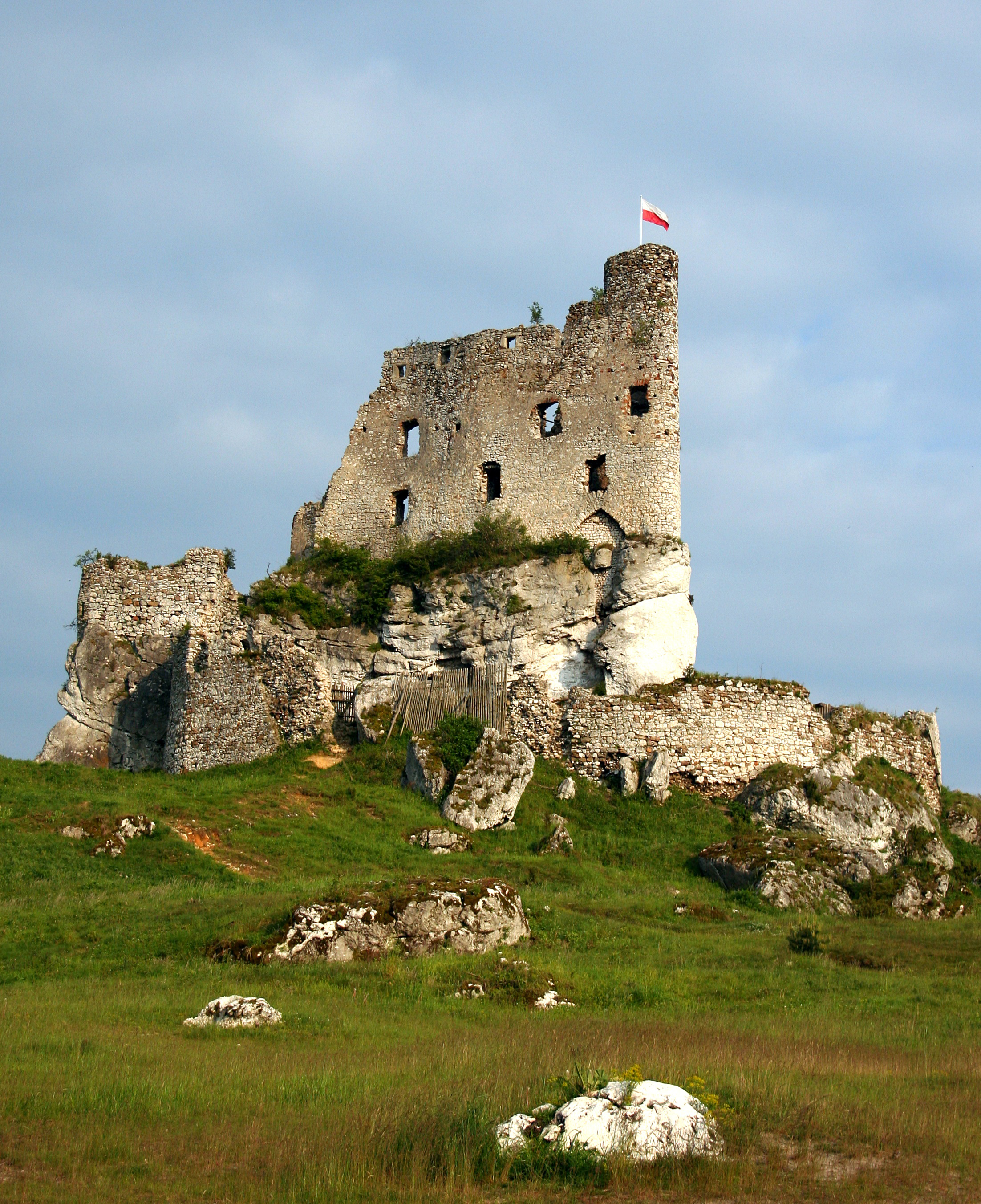
Kasteel Mirów (ruïne)
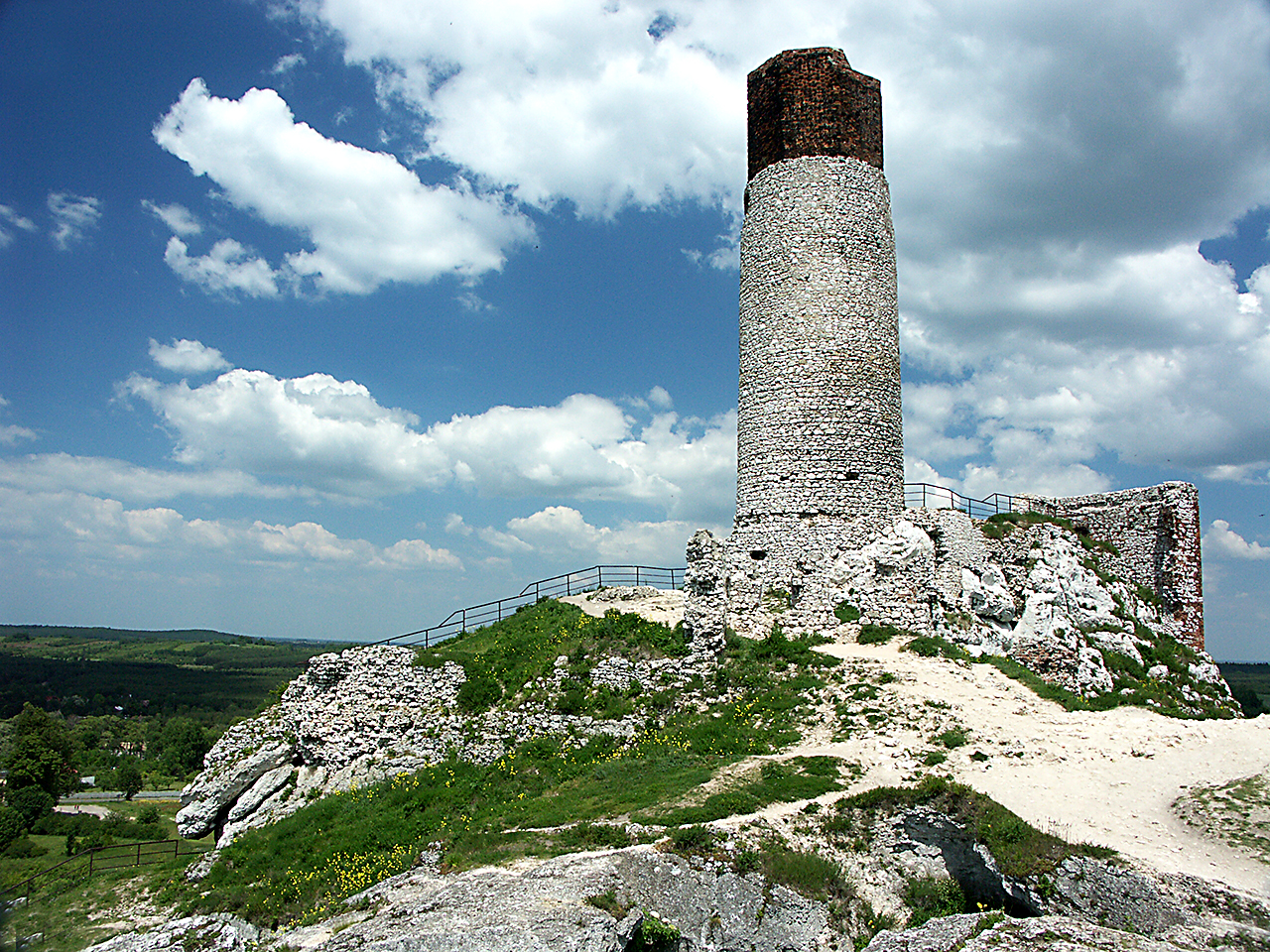
Koninklijk kasteel in Olsztyn (ruïne)